# Dick McGuire
Dick McGuire, właśc. Richard Joseph McGuire (ur. 25 stycznia 1926 w Nowym Jorku, zm. 3 lutego 2010 w Huntington) – amerykański koszykarz, obrońca oraz trener, wielokrotny uczestnik spotkań gwiazd NBA, zaliczony do drugiego składu najlepszych zawodników ligi, członek Koszykarskiej Galerii Sław.
W NBA występował również jego młodszy brat Al. Przez pewien czas reprezentowali wspólnie barwy New York Knicks, docierając dwukrotnie do finałów NBA (1952-1953). Są jedynymi braćmi w historii koszykówki, którzy zostali wybrani do Naismith Memorial Basketball Hall Of Fame
W 1950 roku został liderem NBA w kategorii asyst, mimo iż minimalnie lepszą średnią (5,8) uzyskał wtedy Andy Phillip z Chicago Stags. Tytuły lidera przyznawano wtedy jednak na podstawie łącznej liczby asyst uzyskanych w trakcie całego sezonu, a tutaj lepszy okazał się właśnie McGuire uzyskując 386 asyst, w stosunku do 377 Phillipa.

## Osiągnięcia
NCAA
- Mistrz turnieju NIT (1944)[8]
- Zaliczony do II składu All-American (Sporting News - 1944)
- 2-krotny laureat nagrody - Haggerty Award (1944, 1949)[9]
- Wybrany do wielu rozmaitych galerii sław:[10]
  - St. John’s University Athletic Hall of Fame
  - Garden's Hall of Fame
  - Garden's Walk of Fame
  - Suffolk County Sports Hall of Fame
  - New York City Sports Hall of Fame (1990)
  - New York City Basketball Hall of Fame (1987)
  - Akademickiej Galerii Sław Koszykówki (2006)[11]

NBA
- 3-krotny finalista NBA (1951–1953)[5]
- Uczestnik meczu gwiazd:
  - NBA (1951–1952, 1954–1956, 1958–1959)[1]
  - Legend NBA (1984)[12]
- Wybrany do:
  - II składu NBA (1951)[2]
  - Koszykarskiej Galerii Sław (Naismith Memorial Basketball Hall Of Fame - 1993)[3]
- Lider:
  - sezonu zasadniczego w asystach (1950)[13]
  - play-off w:
    - średniej asyst (1950–1953)[14]
    - skuteczności rzutów z gry (1959)[15]
- Klub New York Knicks zastrzegł należący do niego numer 15[16]